# STAY BLUE 〜ALL ABOUT 20th ANNIVERSARY〜
「STAY BLUE 〜ALL ABOUT 20th ANNIVERSARY〜」（ステイブルー - オールアバウト20スアニバーサリー）は、JUN SKY WALKER(S)のライブビデオ。

## 概要
デビュー20周年記念日比谷野音ライブを収録。

## 収録曲
DISC1
1. 青春
2. 歩いていこう
3. ランドセル
4. JACK&BETTY
5. アリガトウ 〜one's youth〜
6. BAD MORNING
7. ひとつ抱きしめて
8. 声がなくなるまで
9. どうかな
10. ハローレッテル
11. あきらめたくない
12. 白いクリスマス
13. 砂時計
14. Let’s Go Hibari-Hills
15. ななしの詩
16. 悲しすぎる夜
17. PARADE
18. いつもここにいるよ
19. MY GENERATION
20. 休みの日
21. START
22. 全部このままで
23. すてきな夜空
24. 青春（ピアノイントロバージョン）

DISC2
- 「LOST AND FOUND 〜僕たちの591日〜」
ドキュメント映像